# 聂眉初
聂眉初，祖籍湖南桃源，生于天津，资深记者，曾任《人民日报》群众工作部主任，中央办公厅原副主任梅行之妻。

## 生平
聂眉初早年曾在天津生活，曾就读于天津市耀华中学。1937年，因在天津市初中会考成绩优秀而获得天津英租界工部局拨款在耀华学校设立的英皇奖学金。
曾任国民党第二战区少将参议的钱来苏，因不满国民党的不抵抗政策，带着其子钱维仁等人秘密投奔延安。16岁时，聂璧初随舅父钱维仁等一同到延安，进入延安魯迅藝術學院文学系学习，期间结识了梅行。
1942年6月，与梅行一同调往陕甘宁边区绥德地委工作。延安整风运动时期，受到其舅父的株连，聂眉初也在坦白大会承认自己是“特务”，后被时任中共绥德地委书记习仲勋平反。

## 家庭
父亲聂汤谷（1894年－1981年）出身于书香门第，毕业于日本东京帝国大学化学系，子女五人。弟弟聂壁初曾任天津市市长，妹妹聂珠初。
丈夫梅行，曾任中央办公厅副主任。